# Lasioglossum aeneum
Lasioglossum aeneum är en biart som först beskrevs av Heinrich Friese 1917.  Lasioglossum aeneum ingår i släktet smalbin, och familjen vägbin. Inga underarter finns listade i Catalogue of Life.